# Popolo eletto

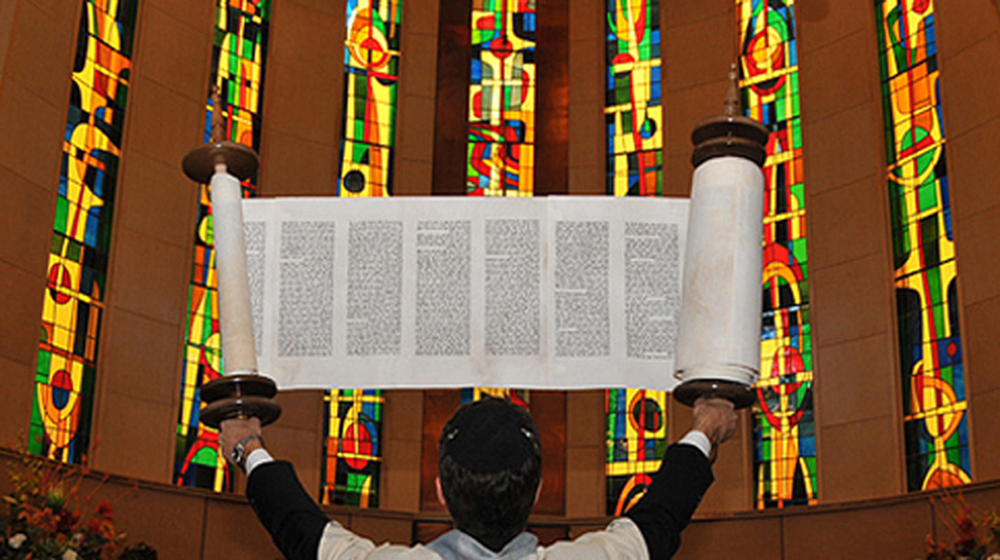
La Torah, documento sacro primario dell'ebraismo, aperta nella sinagoga ricostruzionista di Montréal (Canada)

Nell'ebraismo c'è la convinzione che gli ebrei siano il popolo eletto, nel senso che siano stati scelti ("essere eletti, scelti") per far parte di un'alleanza (il Patto) con Dio. Questa idea è riscontrata per la prima volta nella Torah (i cinque libri di Mosè, inclusi anche nella Bibbia cristiana col titolo di Pentateuco) ed è elaborata nei libri successivi della Bibbia ebraica ("Tanakh"). Molto è stato scritto sul tema dell'elezione divina e argomenti correlati, specialmente nella letteratura rabbinica. Le tre maggiori correnti ebraiche – l'ebraismo ortodosso, l'ebraismo conservatore e l'ebraismo riformato – mantengono la convinzione che gli ebrei siano stati scelti da Dio per uno scopo.

## Elezione, non superiorità nella differenza etnica
Per comprendere giustamente il significato di popolo eletto, come interpretato dalla fede ebraica, bisogna anche esaminare il Talmud, uno dei testi sacri dell'ebraismo: testo della Torah orale.
Il Talmud narra la seguente parabola:

"Il Santo, Benedetto Egli sia, ha unito il Suo nome a Israele. A questo proposito si può istituire un paragone con un re che aveva la chiave di un piccolo forziere. Diceva il re: «Se la lascio così si perderà. Ecco, io le farò una catena, così che, se si perde, la catena indicherà dov'è».
Similmente parlava il Santo Benedetto Egli sia: «Se lascio i figli d'Israele così come sono, saranno "inghiottiti" fra le nazioni pagane. Attaccherò dunque ad essi il Mio grande Nome e vivranno»." (p. Taan. 65 b.).

L'espressione biblica "Dio d'Israele" è spiegata in questo modo:

"Il Santo Benedetto Egli sia disse a Israele: «Io sono Dio per tutti coloro che vengono al mondo, ma soltanto a te ho associato il mio Nome. Non sono chiamato il Dio degli idolatri, ma il Dio d'Israele"

Il concetto di "elezione" non deve essere frainteso. L'elezione, sostengono le autorità rabbiniche, non implica alcuna superiorità nella differenza etnica – Israele non è il popolo di Dio per i propri meriti o per una presunta purezza della razza, bensì per Volontà divina. L'elezione è un mandato, una missione da compiere che non è stata affidata a nessun altro. Anche i non-Ebrei (ovvero i Goym, cioè le altre nazioni) possono vivere secondo giustizia ed avere una relazione con il Creatore: per loro infatti sono stati rivelate le sette leggi di Noè che andrebbero osservate da tutti i popoli.

## Elezione nella Bibbia
Secondo la tradizionale interpretazione ebraica della Bibbia, il carattere di Israele come popolo eletto è incondizionato, poiché Deuteronomio 14.2 afferma:
"Tu sei infatti un popolo consacrato a Yahweh tuo Dio e Dio ti ha scelto, perché tu [fossi il] suo popolo privilegiato, fra tutti i popoli che sono sulla terra. "
La Torah inoltre afferma:
"Ora, se vorrete ascoltare la mia voce e custodirete la mia alleanza, voi sarete "per me la proprietà/la Mia eredità" tra tutti i popoli, perché mia è tutta la Terra!" (Esodo 19.5).
Dio promette di non scambiare mai il Suo popolo con altri popoli:
"Stabilirò la mia alleanza con te e con la tua discendenza dopo di te di generazione in generazione, come alleanza perenne, per essere il Dio tuo e della tua discendenza dopo di te." (Genesi 17.7)
Altri passi biblici sull'elezione:
- "Voi sarete per me un regno di sacerdoti e una nazione santa." (Esodo 19.6[11]).
- "Tu, signore, sei nostro padre, da sempre ti chiami nostro redentore. (Isaia 63,16[12])
- "Ma, Signore, tu sei nostro padre; noi siamo argilla e tu colui che ci plasma, tutti noi siamo opera delle tue mani" (Isaia 64,7[13])
- "ha amato i tuoi padri, ha scelto la loro discendenza dopo di loro e ti ha fatto uscire dall'Egitto con la sua presenza e con la sua grande potenza" (Deuteronomio 4,37[14])
- "Il Signore predilesse soltanto i tuoi padri, li amò e, dopo di loro, ha scelto fra tutti i popoli la loro discendenza" (Deuteronomio 10,15[15]);
- "Sei tu che io ho preso dall'estremità della terra e ho chiamato dalle regioni più lontane e ti ho detto: 'mio servo tu sei, Ti ho scelto, non ti ho rigettato'" (Isaia 41,9[16])
- "Il Signore si è legato a voi e vi ha scelti, non perché siete più numerosi di tutti gli altri popoli - siete infatti il più "piccolo" di tutti i popoli -, ma perché il Signore vi ama e perché ha voluto mantenere il giuramento fatto ai vostri padri." (Deuteronomio 7.7-8[17]).
- "Voi siete figli per il Signore, vostro Dio: non vi farete incisioni non vi raderete tra gli occhi per un morto punto tu sei infatti un popolo consacrato al signore, tuo Dio, e il Signore ti ha scelto per essere il suo popolo particolare fra tutti i popoli che sono sulla terra" (Deuteronomio 14,1-2[18])
- "Ritornate figli traviati" (Geremia 3,14[19])
- "Abbi pietà, signore, del Popolo chiamato con il tuo nome, d'Israele che è reso simile a un primogenito" (Siracide 36,11[20])
- "Tu sei un popolo consacrato al Signore tuo Dio: non cucinerai il capretto nel latte di sua madre."[21] (Deuteronomio 14.21[22]).
- "O ha mai tentato un dio di andare a scegliersi una nazione in mezzo a un'altra con prove, segni, prodigi e battaglie, con mano potente e braccio teso e grandi terrori, come fece per voi il Signore vostro Dio in Egitto, sotto i vostri occhi? Tu sei diventato spettatore di queste cose, perché tu sappia che il Signore è Dio e che non ve n'è altri fuori di lui." (Deut 4:34-35[23], l'elezione come caratteristica distintiva del Dio abramitico)
- "Così tu ripaghi il Signore, popolo stolto e privo di saggezza? Non è lui il padre che ti ha creato, che ti ha fatto e ti ha costituito? (Deuteronomio 32,6[24])
- "La roccia, che ti ha generato, tu hai trascurato; hai dimenticato al Dio che ti ha procreato! (Deuteronomio 32,18[25])
- "Allora tu dirai al faraone: 'così dice il Signore: Israele il mio figlio primogenito'" (Esodo 4,22[26])
- "Io sono un padre per Israele, Èfraim è il mio primogenito" (Geremia 31,9[27])

L'obbligo imposto agli Israeliti è stato messo in rilievo dal profeta Amos (Amos 3.2):
"Soltanto voi ho eletto tra tutte le stirpi della terra; perciò io "vi farò scontare/vi grazio da/allevierò" tutte le vostre iniquità".

## Opinioni rabbiniche sull'elezione
(Siddur)

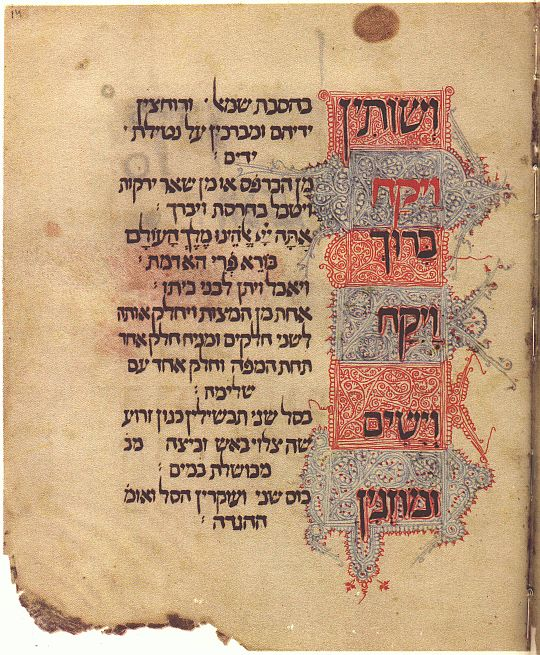
Pagina dell'Aggadah di Kaufmann, su pergamena

L'idea dell'elezione (come vocazione, scelta) è stata interpretata dagli ebrei in due modi:
I) Dio scelse gli Israeliti
II) gli Israeliti scelsero Dio.
Sebbene collettivamente questa seconda scelta sia stata fatta liberamente, gli ebrei religiosi affermano che ciò crea un obbligo individuale anche per i discendenti degli Israeliti. Un'altra opinione è che la scelta fu libera in un contesto "limitato": sebbene gli ebrei abbiano scelto di seguire i precetti ordinati da Dio, la Cabala e il Tanya insegnano che ancora prima della Creazione, l'"anima ebraica" era già stata scelta.
Fondamentale per il concetto ebraico di elezione è che esso crea vincoli esclusivi agli ebrei, mentre i non-ebrei ricevono da Dio altre alleanze e altre responsabilità. In generale, non comporta ricompense riservate solo agli ebrei. La letteratura rabbinica classica nella Mishnah Avot 3.14 fornisce questo insegnamento:

Rabbi Akiva usava dire: "Amato è l'uomo, perché è stato creato a immagine di Dio; e il fatto che Dio abbia fatto sapere che l'uomo è stato creato a Sua immagine è indicativo di un amore ancora più grande. Come afferma il passo (Genesi 9.6) «Ad immagine di Dio
Egli ha fatto l'uomo», la Mishnah continua affermando: «Amato è il popolo d'Israele, perché sono chiamati figli di Dio; ma è un amore ancor più grande che sia fatto conoscer loro che sono chiamati figli di Dio, siccome è detto: Voi siete i figli del Signore, vostro Dio. Beato è il popolo d'Israele, perché un articolo prezioso [la Torah] è stato dato loro...»"

La maggior parte dei testi ebraici non riportano che "Dio scelse gli ebrei" e basta. Piuttosto ciò è collegato usualmente con una missione o scopo, come la proclamazione del messaggio divino a tutte le nazioni, sebbene gli ebrei non possano rinunciare alla loro "elezione" anche se si sottraggono alla missione. Ciò implica uno speciale dovere, che si sviluppa dalla convinzione che gli ebrei siano stati impegnati dal Patto che Dio ha concluso con il patriarca biblico Abramo, loro antenato, e di nuovo con l'intera nazione ebraica sul Monte Sinai. In questa prospettiva, gli ebrei sono chiamati a vivere una vita santa, come popolo di sacerdoti di Dio.
Nel libro ebraico di preghiere (il Siddur), l'elezione viene citata in vari modi. La benedizione per la lettura della Torah dice –
"Benedetto sei Tu, o Signore nostro Dio, Re dell'universo, Che ci hai scelto tra tutte le nazioni e ci hai donato la Tua Torah."
Nel "Kiddush", preghiera di santificazione dove lo Shabbat viene inaugurato con una coppa di vino, il testo afferma –
"Poiché tu ci hai scelto e santificato tra tutte le nazioni e ci hai dato lo Shabbat quale lascito di amore e favore. Tu sia lodato, o Signore, che santifichi lo Shabbat."
Nel "Kiddush" recitato durante i festival, dice –
"Benedetto sei Tu ... che ci hai scelto tra tutte le nazioni, ci hai innalzato sopra tutte le lingue e ci hai reso santi mediante i Tuoi comandamenti."
Una precedente forma di tale preghiera, usata nell'epoca medievale, conteneva un'ulteriore frase:
È nostro dovere lodare il Signore di tutto, attribuire grandezza all'Autore del creato, che non ci ha fatto come i popoli delle nazioni né ci ha messo come le famiglie della terra; che non ci ha dato la nostra parte come la loro, né il nostro destino come quello delle moltitudini, poiché adorano vanità e vacuità, e pregano un dio che non può salvare.
La frase aggiuntiva in corsivo è un'allusione alla Bibbia, Isaia 45.20:
"Radunatevi e venite, avvicinatevi tutti insieme, superstiti delle nazioni! Non hanno intelligenza coloro che portano un loro legno scolpito e pregano un dio che non può salvare"
In epoca medievale, alcuni membri della comunità cristiana arrivarono a credere che questa frase si riferisse ai cristiani che adoravano Gesù (in croce di legno) e venne richiesto di ometterla. Il rabbino polacco Ismar Elbogen, storico della liturgia ebraica, sostenne che l'originale forma di preghiera predatava l'era cristiana e quindi non poteva riferircisi.

### Altre interpretazioni
La seguente sezione contiene informazioni estratte dalla Jewish Encyclopedia, pubblicata negli anni 1901-1906, che è nel pubblico dominio.
Secondo i maestri ebrei, "Israele è tra tutte le nazioni la più ostinata e testarda, ed è stato il compito della Torah di darle la giusta funzione e la capacità di resistenza, altrimenti il "mondo" non avrebbe potuto resistere alla [propria] ferocia."
"Il Signore offrì la Legge a tutte le nazioni; ma tutte si rifiutarono di accettarla, eccetto Israele."
"Come facciamo a comprendere che «un gentile che consacra la propria vita allo studio e osservanza della Legge si colloca parimenti in alto come il sommo sacerdote»", dice Rabbi Meïr, deducendo il ragionamento da Lev. xviii. 5; II Sam. vii. 19; Isa. xxvi. 2; Ps. xxxiii. 1, cxviii. 20, cxxv. 4, dove tutta l'enfasi è posta non su Israele, ma sull'uomo o sul giusto.(L'uomo è infatti considerato come un mondo: da questo l'esegesi ebraica deduce che chi uccide un uomo è come se distruggesse [il] mondo: cfr Anima e Cinque Mondi)
La Ghemara afferma quanto sopra in merito a un non-ebreo che studia la Tora, ma su questo si veda Shita Mekubetzes, Bava Kama 38a, che la riporta come un'esagerazione. In ogni caso, tale affermazione non sembra fatta per lodare il non-ebreo, ma per lodare la Torah, come spiegano i Rishonim.
Il Tosafot spiega che utilizza l'esempio di un kohen gadol (sommo sacerdote), poiché l'affermazione si basa sul versetto "y'kara hi mipnimim" (è più prezioso delle perle). Ciò viene spiegato altrove nella Ghemara col significato che la Torah è più preziosa pnimim (qui tradotto con "dentro" invece che "perle"; quindi, che la Torah è assorbita introspettivamente dalla persona, dentro, nella persona), che si riferisce a lifnai v'lifnim (tradotto come "il più interiore dei posti"), cioè il Santo dei Santi dove entra il kahon gadol; spesso, infatti, anche la tradizione orale della Qabbalah paragona con una metafora ogni ebreo ad un diamante che può essere inizialmente grezzo ma poi lavorato magistralmente, in questo caso da Dio, dal padre e/o da un Maestro o Chakham.
In ogni caso, nella Midrash Rabba (Bamidbar 13:15) tale affermazione viene fatta con un'aggiunta importante: un non-ebreo che si converte e studia la Torah si colloca parimenti in alto... ecc.
Ancora, la nazione di Israele è paragonata anche all'oliva. Proprio come questo frutto cede il suo prezioso olio solo dopo essere stato molto pressato e strizzato, così il destino di Israele è uno di grande oppressione e difficoltà, in modo che possa cedere a tutti la sua saggezza illuminante. La povertà è la qualità che più si confà ad Israele come popolo eletto (Ḥag. 9b). Solo grazie alle sue opere buone è Israele tra le nazioni "come il giglio è tra le spine", o "come il grano tra la pula".

## Opinioni dell'Ebraismo Ortodosso Moderno

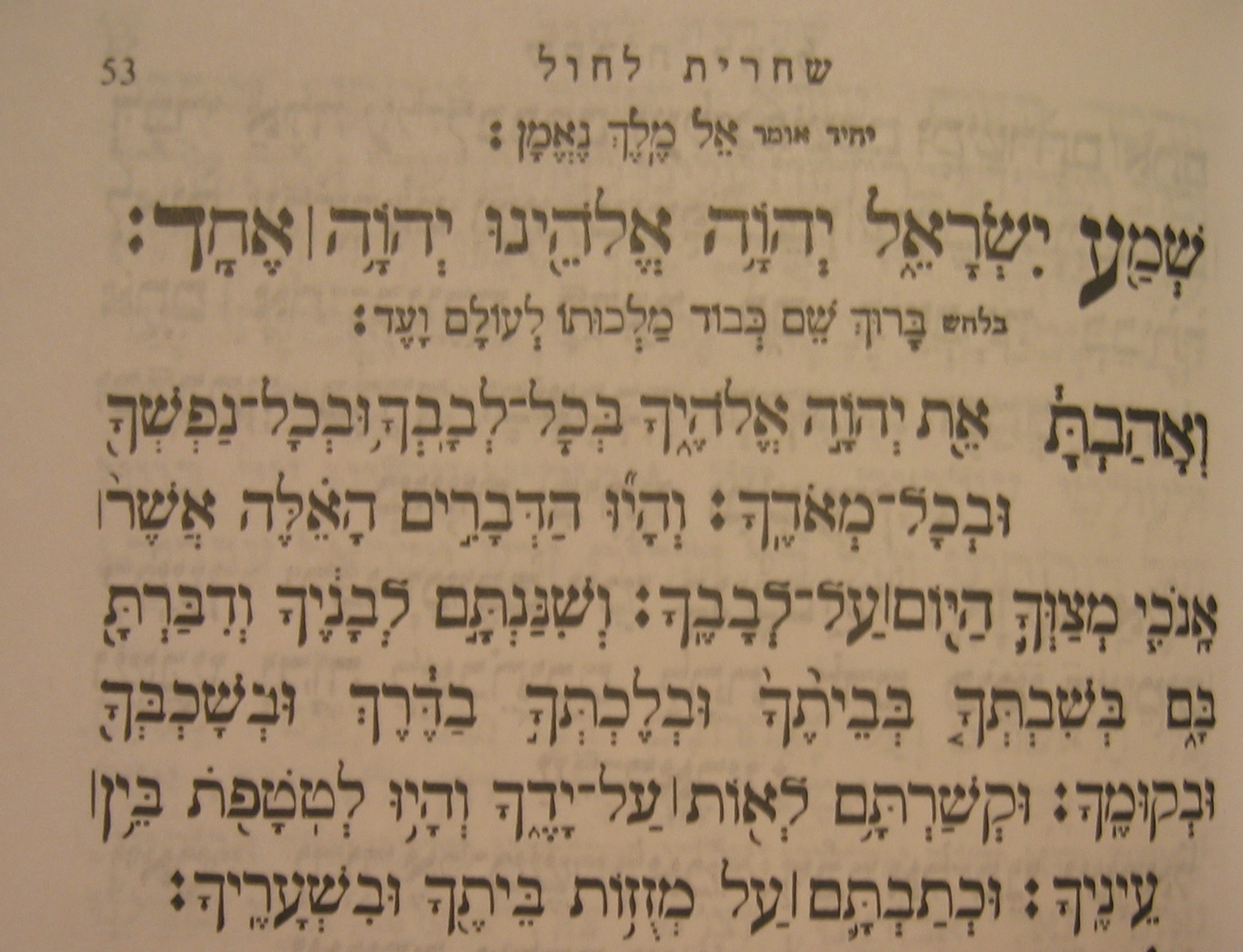
Il primo paragrafo della Shemà come appare nel Siddur

Rabbi Lord Immanuel Jakobovits, già Rabbino Capo delle Sinagoghe Unite della Gran Bretagna (Ebraismo Ortodosso Moderno), descrive l'"elezione del popolo ebraico":

Sì, credo proprio nel concetto di popolo eletto come affermato dall'Ebraismo nei suoi scritti sacri, le sue preghiere, e la sua tradizione millenaria. In effetti, credo che ogni popolo — e di fatto, in un certo senso più limitato, ogni individuo — sia "eletto" o destinato a qualche scopo distinto per portare avanti i disegni della Provvidenza. Solo che alcuni compiono la loro missione e altri no. Forse i greci furono scelti per i loro mirabili contributi nell'arte e filosofia, i romani per i loro apporti innovativi in materia di diritto e di governo, i britannici per portare l'ordinamento parlamentare nel mondo, e gli americani per il affermare la democrazia in una società pluralistica. Gli ebrei furono scelti da Dio per essere "la proprietà tra tutti i popoli" come i pionieri della religione e della morale, che era ed è il loro scopo nazionale.

Rabbi Norman Lamm, uno dei leader dell'Ebraismo Ortodosso Moderno scrive:

## Opinioni dell'Ebraismo conservatore
L'Ebraismo conservatore e la sua controparte israeliana, l'Ebraismo masorti, considera il concetto di elezione in questo modo:
Rabbi Reuven Hammer dell'Ebraismo masorti commenta sull'omissione della frase nella succitata preghiera di Aleinu:

## Ebraismo riformato
L'Ebraismo riformato considera il concetto di popolo eletto come segue:
Nel 1999 il Movimento riformatore ha dichiarato:

## Opinioni alternative cabalistiche e filosofiche
Molte fonti cabalistiche contengono asserzioni secondo cui l'anima ebraica è qualitativamente diversa da quella non ebraica.

### Valore delle anime
Un certo numero di fonti cabalistiche medievali contengono affermazioni secondo cui l'anima ebraica è ontologicamente diversa dall'anima di non-ebrei; ad esempio, alcuni ritengono che gli ebrei abbiano tre livelli di anima: nefesh, ruach e neshamah, mentre i non-ebrei hanno solo nefesh. La Zohar commenta sul versetto biblico che recita "Lascia che le acque pullulino con sciami di creature che hanno un'anima viva", come segue: "Il versetto 'creature che hanno un'anima viva', è inteso per gli ebrei, perché sono figli di Dio, e da Dio provengono le loro anime sante ... e le anime delle altre nazioni, da dove vengono? Il rabbino Elazar dice che hanno un'anima dal lato sinistro impuro, e quindi sono tutti impuri, profanando chiunque si avvicini a loro" (commentario della Zohar sulla Genesi).
Tale ostilità teologicamente impostata può essere stata una risposta ad alcune demonizzazioni medievali contro gli ebrei, che si svilupparono in alcune parti della società e del pensiero occidentali e cristiani, a partire dalle scritti patristici. Secondo il mistico cabalista Isaac Luria (1534–72) e altri commentatori della Zohar, i Gentili giusti (cioè coloro che rispettano le Leggi noachiche) non hanno questo aspetto demonico e in molti aspetti sono simili alle anime ebree. Diversi rinomati cabalisti, tra cui Rabbi Pinchas Eliyahu di Vilna autore del Sefer ha-Brit, ritenevano che solo alcuni elementi marginali dell'umanità rappresentano queste forze demoniache. D'altra parte, le anime degli eretici ebrei hanno molta più energia satanica dei peggiori idolatri; questo punto di vista è popolare in alcuni circoli chassidici, soprattutto tra i chassidim Satmar.
Alcune successive opere cabbalistiche elaborano e approfondiscono queste idee. Un punto di vista è quello rappresentato dall'opera chassidica Tanya (1797), che sostiene il carattere diverso di anima degli ebrei: mentre un non-ebreo, secondo l'autore Rabbi Shneur Zalman di Liadi (n. 1745), può raggiungere un livello elevato di spiritualità, simile a un angelo, la sua anima è ancora fondamentalmente diversa in carattere, ma non in valore, da quella ebraica. Un'opinione simile viene espressa all'inizio del libro filosofico medievale Kuzari, di Yehuda Halevi (1075-1141 e.v.). Menachem Mendel Schneersohn, noto come lo Tzemach Tzedek e terzo rebbe di Chabad, ha scritto che i musulmani sono di natura persone generose e di buon cuore. Rabbi Yosef Jacobson, un rispettato docente chabad contemporaneo, insegna che nel mondo di oggi la maggior parte di non-ebrei appartiene alla categoria dei gentili giusti, rendendo in tal modo l'atteggiamento della Tanya anacronistico.
Molti cabalisti importanti hanno respinto l'idea di una diversità tra le anime e credono nell'uguaglianza essenziale di tutte le anime umane. Il talmudista italiano Menahem Azariah da Fano (1548-1620), nel suo libro Reincarnazione delle anime, fornisce molti esempi di figure bibliche non-ebree che si sono reincarnate in ebrei e viceversa; il rabbino mistico contemporaneo chabad Dov Ber Pinson insegna che le distinzioni tra ebrei e non-ebrei in opere come la Tanya non sono da intendersi letteralmente come riferite alle proprietà esteriori di una persona (in quale comunità religiosa siano nati, ecc.), ma piuttosto come un riferimento alle proprietà dell'anima in quanto si può reincarnare in qualunque comunità religiosa.
Un altro rinomato rabbino chabad, Abraham Yehudah Khein (n. 1878 in Ucraina), ha affermato che i gentili spiritualmente elevati hanno un'anima essenzialmente ebraica, "alla quale manca soltanto la conversione formale all'Ebraismo" e che gli ebrei non spirituali sono "ebrei semplicemente sui loro documenti di nascita". Rabbi Khein è stato un forte antisionista e comunista anarchico che considerava Pëtr Alekseevič Kropotkin un grande Zaddiq. Sostanzialmente Khein legge la Tanya all'incontrario: poiché le anime degli adoratori di idoli sono notoriamente malvagie, secondo la Tanya, mentre le anime ebraiche sono notoriamente buone, conclude che le persone veramente altruistiche sono certamente ebree, in senso spirituale, mentre gli ebrei nazionalisti e gli oppressori di classe non lo sono. Con questa logica, Khein afferma che il filosofo Vladimir Sergeevič Solov'ëv e Rabindranath Tagore probabilmente hanno anime ebraiche, mentre Leon Trotsky e altri personaggi totalitari non le hanno, e molti sionisti, che egli paragonava alle scimmie, sono ebrei solo di nome.
Il grande cabalista del XX secolo Yehuda Ashlag reputava i termini "ebrei" e "gentili" come differenti livelli di percezione, a disposizione di ogni anima umana.
David Halperin sostiene che il crollo di influenza della Cabala tra gli ebrei dell'Europa occidentale nel corso del XVII e il XVIII secolo è stato il risultato della dissonanza cognitiva che alcuni esponenti della Cabala provavano tra la percezione negativa dei gentili e i loro rapporti personali positivi con i non-ebrei, rapporti che erano in rapida espansione e miglioravano in questo periodo a causa dell'influenza dell'Illuminismo.

### Parità di merito
Un certo numero di rinomati Kabbalisti hanno sostenuto che la Kabbalah trascende i confini dell'Ebraismo e può servire come base di teosofia inter-religiosa e di religione universale. Rabbi Pinchas Elia Hurwitz, importante cabalista lituano-galiziano del XVIII secolo e un sostenitore moderato della Haskalah (Illuminismo ebraico), esortò all'amore fraterno e solidale tra tutte le nazioni, e credeva che la Cabala potesse donare poteri a tutti, ebrei e gentili, di abilità profetiche.
Le opere di Abraham Cohen de Herrera (1570-1635) sono colme di riferimenti ai filosofi mistici gentili. Tale approccio fu particolarmente comune tra gli ebrei italiani del Rinascimento e post-Rinascimento. Cabalisti tardomedievali e rinascimentale italiani, come ad esempio Yohanan Alemanno, David Messer Leon e Abraham Yagel, aderirono agli ideali umanistici e incorporarono gli insegnamenti di vari mistici cristiani e pagani.
Un rappresentante principale di questa corrente umanistica della Cabala fu Rabbi Elia Benamozegh, che esplicitamente lodò il Cristianesimo, l'Islam, lo Zoroastrismo, l'Induismo, oltre a tutta una serie di sistemi pagani mistici antichi. Benamozegh credeva che la Kabbalah potesse conciliare le differenze tra le religioni del mondo, che rappresentano diversi aspetti e fasi della spiritualità umana universale. Nei suoi scritti, Benamozegh interpreta Nuovo Testamento, ḥadīth, Veda, Avestā e misteri pagani secondo la teosofia cabalistica.
Una differente prospettiva la fornisce Elliot R. Wolfson elencando numerosi esempi dal XVII al XX secolo che disputa l'opinione di Halperin sopra citata, come anche la nozione che l'"Ebraismo moderno" abbia respinto o rifiutato questo "aspetto obsoleto" della religione e, afferma, esistono ancora cabalisti che contemplano questa idea. Wolfson asserisce che, mentre è accurato dire che molti ebrei trovano tale distinzione offensiva, è inaccurato dire che tale idea sia stata totalmente rigettata in tutti gli ambienti. Come sostiene Wolfson, si tratta di un dovere etico da parte degli studiosi di continuare ad essere vigili per quanto riguarda questa materia e in questo modo la tradizione può essere perfezionata dall'interno.
Tuttavia, come spiegato in precedenza, molti noti cabalisti hanno respinto l'interpretazione letterale di questi punti di vista apparentemente discriminatori. Hanno affermato infatti che il termine "ebreo" debba essere interpretato metaforicamente, come riferimento allo sviluppo spirituale dell'anima, piuttosto che come denominazione superficiale della persona, e hanno aggiunto una serie di stati intermedi tra "ebrei" e idolatri, o hanno spiritualizzato la stessa definizione di "ebrei" e "non-ebrei", sostenendo che l'anima può reincarnarsi in diverse comunità (ebree o meno) quanto anche all'interno di una sola.

### Rettitudine dei gentili
Anche Rabbi Nachman di Breslov credeva che l'ebraicità è un livello di consapevolezza nel conscio, e non una qualità intrinseca innata. Reb Nachman ha scritto che, secondo il Libro di Malachia, si possono trovare "ebrei potenziali" in tutte le nazioni, le cui anime sono illuminate dal palpito della "santa fede", che "attiva" l'ebraicità nella loro anima. Queste persone potrebbero altrimenti convertirsi all'Ebraismo, ma preferiscono non farlo: riconoscono invece l'unità divina che è nelle loro religioni pagane.
Rabbi Isaac ben Moses Arama, un influente filosofo e mistico spagnolo del XV secolo, credeva che i non-ebrei giusti fossero spiritualmente uguali agli ebrei giusti. Rabbi Menachem Meiri, famoso commentatore talmudico catalano e filosofo maimonideo, considerava tutte le persone, che sinceramente professano una religione etica, di essere "parte-di-più del" grande "Israele spirituale". Includeva esplicitamente cristiani e musulmani in questa categoria e respingeva tutte le leggi talmudiche che discriminavano tra ebrei e non-ebrei, sostenendo che tali leggi si applicavano solo agli idolatri antichi, che non avevano il senso della moralità. L'uniche eccezioni che Meiri riconosceva erano solo alcune leggi connesse direttamente o indirettamente a matrimoni misti. Meiri applicava la sua idea di una "Israele spirituale" alle dichiarazioni talmudiche sulle qualità uniche del popolo ebraico. Ad esempio, egli credeva che il famoso detto che Israele è al di sopra di predestinazioni astrologiche ("Ein Mazal le-Israele") si applicasse anche ai seguaci di altre fedi etiche. Riteneva inoltre che i paesi abitati da non-ebrei moralmente retti, come ad esempio quelli della Linguadoca, fossero parte spirituale della Terra santa.

### Spinoza

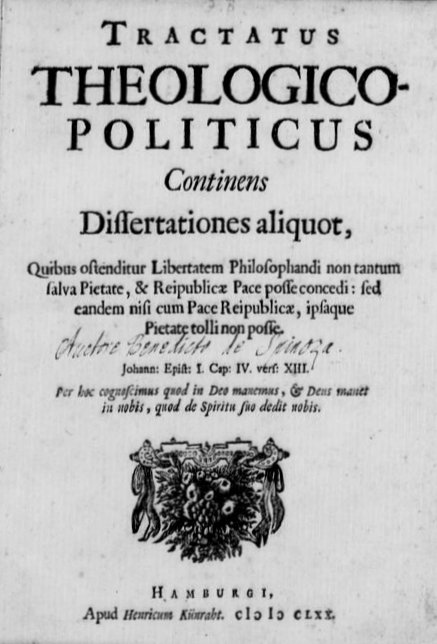
Frontespizio della editio princeps del Trattato teologico-politico di Baruch Spinoza (Künraht, 1670)

Uno dei critici degli "ebrei come popolo eletto" fu il filosofo Baruch Spinoza. Nel terzo capitolo del suo Tractatus Theologico-Politicus (Trattato teologico-politico), Spinoza costruisce un'argomentazione contro quella che egli reputa un'interpretazione ingenua della scelta degli ebrei da parte di Dio. Fornendo prove dalla Bibbia stessa, Spinoza sostiene che la scelta divina di Israele non fu unica (Dio aveva scelto altre nazioni prima di scegliere la nazione ebraica), e che la scelta degli ebrei non è né inclusiva (non include tutti gli ebrei, ma solo quelli "pii") né esclusiva (comprende anche i "veri" profeti gentili). Infine, egli afferma che la scelta di Dio non è incondizionata: ricordando le numerose volte che Dio ha minacciato la completa distruzione della nazione ebraica, asserisce che questa "scelta" non è né assoluta, né eterna, né necessaria. Inoltre, nell'aforisma nr. 12, Spinoza scrive: "Quindi gli ebrei oggi non hanno assolutamente nulla che possano attribuire a se stessi, ma non ad altri popoli..."

## Critica ricostruzionista
L'Ebraismo ricostruzionista rifiuta il concetto di "elezione". Il suo fondatore, Rabbi Mordecai Kaplan, ebbe a dire che l'idea che Dio abbia scelto il popolo ebreo conduce a credenze razziste tra gli ebrei stessi, e quindi deve essere rimossa dalla teologia ebraica. Tale rifiuto dell'elezione viene reso esplicito nei libri di preghiera (Siddurim) del movimento.
Ad esempio, la benedizione tradizionale recitata prima di leggere la Torah, contiene la frase "asher bahar banu mikol ha'amim" — "Lodato sia il Signore nostro Dio, Re dell'Universo, che ci ha scelto tra tutti i popoli dandoci la Torah." La versione ricostruzionista viene riscritta come "asher kervanu la'avodato", "Lodato sia il Signore nostro Dio, Re dell'Universo, che ci ha portato al Suo servizio dandoci la Torah."
A metà degli anni ottanta, il movimento ricostruzionista pubblicò la sua Piattaforma del Ricostruzionismo, con la dichiarazione che l'idea di elezione è "moralmente insostenibile",
perché chiunque abbia tali credenze "implica la superiorità della comunità eletta e il rifiuto degli altri."
Non tutti i ricostruzionisti accettano questo punto di vista. L'ultimo siddur del movimento, il Kol Haneshamah, include le benedizioni tradizionali come opzione, e alcuni scrittori ricostruzionisti moderni hanno osservato che la formulazione tradizionale non è razzista, e dovrebbe essere accettata.
Un libro di preghiere originale, della poetessa ricostruzionista femminista Marcia Falk, The Book of Blessings (Il Libro delle Benedizioni), è stato ampiamente accettato da entrambi gli ebrei riformati e ricostruzionisti. Falk respinge tutti i concetti relativi a gerarchia o distinzione: crede che qualsiasi distinzione porti all'accettazione di altri tipi di distinzioni, determinando in tal modo i pregiudizi. Scrive che come femminista politicamente liberale, deve respingere distinzioni tra uomini e donne, omosessuali ed eterosessuali, ebrei e non-ebrei, e in qualche misura anche le distinzioni tra lo Shabbat e gli altri sei giorni della settimana. Falk respinge quindi l'idea di popolo eletto come immorale. Respinge inoltre la teologia ebraica in generale, e sostiene invece una forma di umanesimo religioso. Falk scrive:
Anche l'autrice ricostruzionista Judith Plaskow critica l'idea di popolo eletto, per molte delle stesse ragioni di Falk. Lesbica politicamente liberale, Plaskow respinge la maggior parte delle distinzioni tra uomini e donne, omosessuali ed eterosessuali, ebrei e non-ebrei. A differenza di Falk, Plaskow non respinge tutti i concetti di differenza in quanto portino inerentemente a credenze non etiche, e mantiene una forma più classica di teismo ebraico.
Un certo numero di risposte a questi punti di vista sono state date dagli ebrei riformati e da quelli conservatori, sostenendo che queste critiche sono contro insegnamenti che non esistono all'interno delle forme liberali di Ebraismo, e che sono rari anche nell'Ebraismo ortodosso (all'infuori di alcune comunità haredi, come ad esempio quella Chabad). Una critica a parte deriva dalla esistenza di forme femministe di Ebraismo in tutte le correnti ebraiche, che non hanno problemi con i concetti di popolo eletto.

## Opinioni di altre religioni

### Islam
I "Figli di Israele" godono di una particolare condizione nel testo sacro islamico, il Corano:

O Figli di Israele, ricordate i favori di cui vi ho colmati e di come vi ho favorito sugli altri popoli del mondo. (Qur'an 2.47, 2.122 Archiviato il 2 aprile 2015 in Internet Archive.).

Tuttavia, studiosi musulmani indicano che questa condizione non conferisce agli Israeliti nessuna superiorità razziale ed è valida solo fintanto che gli Israeliti mantengono la loro alleanza con Dio. Il Corano quindi afferma:

Allah accettò il Patto dei Figli di Israele e suscitò da loro dodici capi. Allah disse: "Sarò con voi, purché eseguiate l'orazione e paghiate la decima e crediate nei Miei Messaggeri, li onoriate e facciate un bel prestito ad Allah. Allora cancellerò i vostri peccati e vi farò entrare nei Giardini dove scorrono i ruscelli. Chi di voi, dopo tutto ciò, sarà miscredente, si allontana dalla retta via".(Qur'an 5.12 Archiviato il 29 giugno 2019 in Internet Archive.)

### Cristianesimo

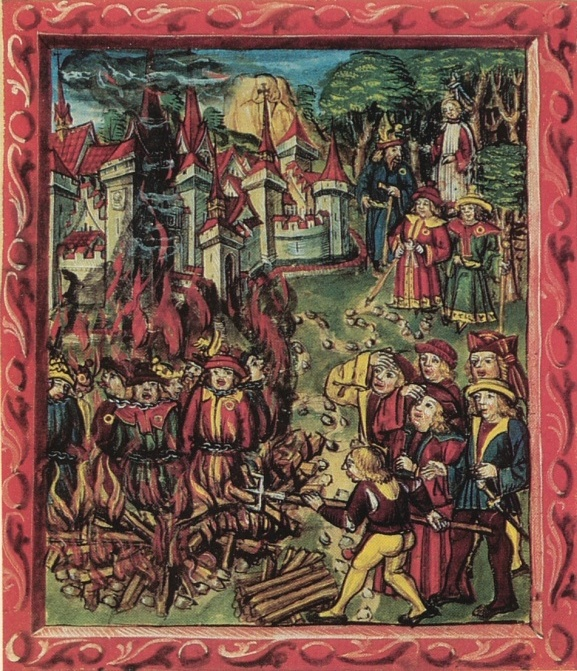
Illustrazione da un manoscritto medievale. In alto: ebrei (identificabili dal marchio giallo) rifiutano Gesù. In basso: ebrei bruciati al rogo.

Gli ebrei furono scelti da Dio quale "popolo eletto". Deuteronomio 14.2 dichiara: "Tu sei infatti un popolo consacrato al Signore tuo Dio e il Signore ti ha scelto, perché tu fossi il suo popolo privilegiato, fra tutti i popoli che sono sulla terra." Tuttavia la maggior parte dei cristiani crede che, siccome gli ebrei non accettano Gesù, i cristiani stessi a loro volta hanno ricevuto questa speciale condizione di eletti (cfr. Romani 11.11-24). Tale dottrina è nota come Supersessionismo.
A livello psicologico, si afferma che rimanga comunque il fatto che i non-ebrei vedano con soggezione e a volte con timore questa "elezione" del popolo ebraico, inconsciamente riconoscendone la base e quindi sentendone "invidia" e timore – riscontrando la prova di questa elezione nell'eccellenza degli ebrei nei campi della conoscenza umana. Secondo alcuni sociologi, questo ha portato alle grandi persecuzioni antisemitiche della storia e, nel secolo scorso, all'Olocausto.

### Chiesa cattolica
La Chiesa cattolica sostiene l'universalismo della salvezza (Dio vuole che tutti gli esseri umani si salvino) e la mediazione salvifica di Israele che nell'Antico Testamento prepara il Regno di Dio e la Chiesa di Cristo.
Mosè e i profeti sono i mediatori tra Dio e il popolo eletto. Il popolo eletto, a sua volta,  ha ricevuto da Dio la vocazione ad essere popolo mediatore della salvezza verso tutti gli altri popoli: esso è "popolo di sacerdoti" e "nazione santa" (Esodo 19,6). Il popolo ha i tre carismi propri del mediatore di salvezza che diverranno poi i tria munera Christi: ufficio regale (Daniele 7,13); ufficio profetico (Isaia 42,19); ufficio sacerdotale (Esodo 19,5).
L'aspetto universalistico della salvezza è presente soprattutto negli scritti dei profeti ("voi siete miei testimoni -oracolo del Signore-, e il mio servo, che io mi sono scelto" (Isaia 43,8-12); tutti i popoli sono invitati al banchetto del Signore (Isaia 25,6-10); Il signore risplende mentre "la tenebra ricopre la terra, nebbia fitta avvolge i popoli" (Isaia 60, 1-4); "popoli numerosi e nazioni potenti verranno a Gerusalemme..." (Zc 8,20-23); "le farò uscire dai popoli" e da tutte le regioni le pecore sono radunate sui pascoli nei monti di Israele (Ezechiele 34,11-16); tutto appartiene a Dio: Salmi 33,13-15 e Salmi 22, 28-29; in Abramo tutti sono benedetti (Genesi 12,2-3); "voi sarete per me una proprietà particolare tra tutti i popoli" (Esodo 19,5-6, ripresa da 1 Pt 2,9 e Apocalisse 5,10); Dio vuole la salvezza (Isaia 42,22-24)). 
L'aspetto universalistico della salvezza mediata da Israele si ritrova anche alla fine dei giorni con la profezia che tutti i popoli giungeranno a Sion e al monte del Dio di Giacobbe per prendere parte al banchetto divino (Isaia 2,2, Michea 4,1, Zc 2,10-13, Isaia 25,6. Isaia 45,20-22, Salmi 83,3-7). 
La Chiesa del Nuovo Testamento è formata anche dalle dodici tribù di Israele (Giacomo 1,1; Apocalisse 21,12.14; Apocalisse 7,4-8). Il segno di Giona, chiamato dal Signore a convertire Ninive che aveva vinto gli Israeliti, segna l'apertura della salvezza anche a coloro che, pur discendendo dagli Israeliti come tutto il genere umano, avevano tradito per gli dèi pagani e non appartenevano più al piccolo Resto Santo rimasto fedele al Signore (Isaia 1,9; Ezechiele 11,17).

## Influenza sulle relazioni con altre religioni
Avi Beker, studioso accademico e già Segretario Generale del Congresso Ebraico Mondiale, reputa l'idea di popolo eletto quale concetto definitore dell'Ebraismo, "problema implicito centrale psicologico, storico, teologico, fulcro delle relazioni ebraico-gentili". Beker vede il concetto dell'elezione come la forza trainante delle relazioni tra ebrei e gentili, che spiega sia l'ammirazione e, più acutamente, l'invidia e l'odio che il mondo ha sempre sentito per gli ebrei in termini religiosi e anche secolari. Beker sostiene che mentre il Cristianesimo ha modificato la sua dottrina sulla dispersione degli ebrei, accusa l'Islam di non aver ancora emendato o riformato la propria teologia sulla successione sia degli ebrei che dei cristiani. Secondo Baker, questo costituisce un grave ostacolo per la risoluzione dei conflitti tra arabi e israeliani.

### Etnocentrismo e razzismo
Il filosofo israeliano Ze'ev Levy scrive che l'elezione può essere "(parzialmente) giustificata solo dal punto di vista storico" per quanto riguarda il suo contributo spirituale e morale alla vita ebraica attraverso i secoli, un potente agente di consolazione e di speranza". Egli fa notare, tuttavia, che le moderne teorie antropologiche "non si limitano soltanto a proclamare l'uguaglianza intrinseca universale di tutte le persone [come] esseri umani, ma sottolineano anche l'equivalenza di tutte le culture umane" (corsivi nell'originale). Levy continua che "non ci sono persone o culture inferiori e superiori, ma solo differenti, altre". Conclude dicendo che il concetto di popolo eletto comporta l'etnocentrismo "che non va di pari passo con l'alterità, cioè con il rispetto incondizionato dell'alterità".
Quanto afferma Levy non tiene però conto delle definizioni di "popolo eletto" che l'Ebraismo generalmente propone nelle sue molteplici Dichiarazioni, che sono più sopra riportate. Lo stesso succede con alcuni studiosi che in passato hanno asserito che il concetto di popolo eletto nell'Ebraismo è razzista perché implica che gli ebrei sono superiori ai non-ebrei. La Anti-Defamation League (ADL, Lega Antidiffamazione) però, insieme ad altre autorità, affermano che il concetto del popolo eletto nell'ambito dell'Ebraismo non ha niente a che fare con la "superiorità razziale", ma piuttosto è una descrizione del rapporto speciale degli ebrei con Dio.

## Chi sono gli ebrei?

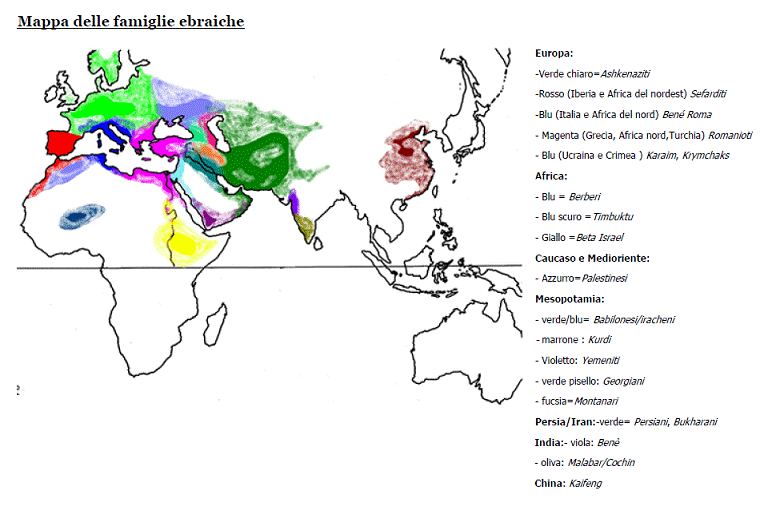
Mappa delle famiglie ebraiche nel mondo (cfr. codice colori)

È sempre stato difficile definire "scientificamente" l'identità ebraica, dato che riunisce in sé caratteri biologici, etnici, culturali e, naturalmente, religiosi. Nelle varie epoche storiche, a causa di discriminazione e antisemitismo, chi perseguitava gli ebrei ha variamente usato definizioni religiose, razziali, genetiche e politiche.
Il genetista David B. Goldstein, collaboratore dello scienziato italiano Luigi Luca Cavalli-Sforza, ha svolto un'interessante ricerca sulla storia genetica ed il lignaggio degli ebrei, analizzando il DNA di maschi ebrei che evidenziano nei cromosomi "Y" una discendenza sacerdotale. Goldstein afferma che lo studio della genetica non solo sta cambiando lo studio della storia ebraica, ma «ha alterato le nozioni di identità ebraica e persino la nostra comprensione di cosa renda un popolo tale.»
Per l'Halakhah (la legislazione rabbinica) è ebreo chi nasce da madre ebrea o chi si converte all'ebraismo. Il Tribunale rabbinico (Beth Din) tende ad ostacolare le conversioni soprattutto perché il convertito sarebbe poi tenuto, come chi è nato ebreo, all'osservanza di numerosissimi precetti, sacrificio questo del tutto inutile dal momento che per l'ebraismo la salvezza non si raggiunge necessariamente essendo ebrei, ma piuttosto amando il prossimo che ama Dio (Salmi 15.4) e seguendo i Suoi Comandamenti.
Chi sono dunque gli ebrei? Una religione? Una cultura? Un popolo? Una razza?
La vita quotidiana dell'ebreo devoto è scandita da numerose pratiche religiose, ma anche chi, nel corso degli anni, si fosse allontanato da queste, resta ugualmente ebreo.
È certo che il testo sacro ebraico, la Bibbia, ha dato origine ad una forte spinta culturale, essendo il libro più letto nel mondo, ma altre antiche civiltà scomparse hanno lasciato un segno importante nella storia culturale dell'umanità (si pensi per es. alla Grecia). In quanto ad essere un popolo, quello ebraico è certamente restato idealmente unito dalla comune fede e dalle stesse pratiche ritualistiche, ma sparso, spesso in piccoli gruppi, in ogni parte del mondo, ha sempre contribuito allo sviluppo sociale, artistico, culturale, economico e soprattutto scientifico della nazione in cui vive al pari di qualsiasi altro cittadino, ciascuno secondo le proprie possibilità e capacità. Nello stesso Stato d'Israele poi, ricostituito solo nel 1948 dopo essere stato annientato dai romani nel 70 e.v., la popolazione israeliana è composta da cittadini di tutte le religioni, compresi musulmani e cristiani.
In quanto alla razza, premesso che all'interno della specie umana il concetto di razza è di difficile e controversa applicazione poiché non esistono criteri fisiologici, morfologici né psicologici in grado di dare solida base ad una suddivisione, gli ebrei presentano caratteristiche somatiche così diverse tra loro che è impossibile inquadrarli in qualche modo.
In conclusione, come risposta generica alla domanda "Chi sono gli ebrei?", si può asserire che sono i discendenti di quelle famiglie patriarcali, incontrate nella Bibbia, che continuano a vivere secondo regole che lo stesso popolo ebreo si è dato, derivandole direttamente dalla Torah (termine tradotto erroneamente con "Legge", ma con il vero significato di insegnamento). Poiché l'ebraismo si trasmette per linea femminile, si afferma che stia alla donna far sì che i figli siano «come anelli di una catena attraverso la quale il patrimonio religioso, ereditato dalle generazioni passate, si trasmetta a quelle future.».

## Cantico dei Cantici
Anche metafora del popolo ebraico, re Salomone scrisse in Shir haShirim:

## Commenti successivi dei Maestri ebrei "tradizionali"
Rashi così insegnò:

### Esplicative
1. ↑  Vedi anche  Isaia 56.3, su laparola.net.:"Non dica il figlio dello straniero (cfr comunque anche Ghiur) che si è unito ad Hashem: «Hashem mi ha certamente escluso dal suo popolo». E non dica l'eunuco: «Ecco, io sono un albero secco»".
2. ↑  Inoltre, i Goym hanno la possibilità di diventare Ebrei unendosi al popolo eletto attraverso la Conversione. Coloro che scelgono di farlo sono poi obbligati ad osservare tutta la Torah - quella quindi stabilita secondo l'Halakhah - per entrare nel Patto.
3. ↑  Parashah Bereshit del Pentateuco. Si veda nello specifico Gurkan, passim.
4. ↑  La frase completa del Libro di Isaia  Isaia 45.20, su laparola.net. appare correntemente in tutte le edizioni canoniche della Bibbia, sia ebraica che cristiana.
5. ↑  Ismar Elbogen (01/09/1874, Schildberg (Ostrzeszów) vicino Posen – 01/08/1943, New York) fu un rabbino tedesco, accademico e storico. Dopo aver conseguito il rabbinato nel 1899 e il dottorato di ricerca dalla Università di Breslavia, fu nominato professore di esegesi biblica e storia ebraica al Collegio rabbinico italiano di Firenze. Nel 1902 divenne privat-docent presso la Lehranstalt für die Wissenschaft des Judentums di Berlino. È autore della Jewish Liturgy: A Comprehensive History (Liturgia ebraica: Una storia completa), pubblicata originalmente in (DE)  nel 1913, e ristampata numerose volte, anche in (HE)  e (EN)  (ultima del 1993).
6. ↑  Il Movimento Masorti è il nome dato agli ebrei conservatori di Israele e altre nazioni all'infuori del Canada e degli Stati Uniti. Masorti significa "tradizionale" in ebraico.
7. ↑   Isaia 49.6, su laparola.net.. Per il brano riportato, si veda la Dichiarazione dei Principi dell'Ebraismo Conservatore
8. ↑  Statement of Principles for Reform Judaism, adottato nel corso della Conferenza di Pittsburgh del 1999 dalla Central Conference of American Rabbis.
9. 1 2  ר' אברהם חן, במלכות היהדות (Rabbi Abraham Yehudah Khein, In the Kingdom of Judaism).
10. ↑  (EN) Resianne Fontaine, Love of One’s Neighbour in Pinhas Hurwitz’s Sefer ha-Berit, in Martin F. J. Baasten e Reinier Munk (a cura di), Studies in Hebrew Language and Jewish Culture, Presented to Albert van der Heide on the Occasion of his Sixty-Fifth Birthday, collana Amsterdam Studies in Jewish Philosophy, Springer,  pp. 244-268, DOI:10.1007/978-1-4020-6202-5, ISBN 978-1-4020-6201-8.
11. ↑  (FR) Élie Benamozegh, Israël et l'humanité. Étude sur le problème de la religion universelle et sa solution, Paris, Leroux, 1914 (post.). Ospitato su Internet archive. Ed. italiana  Israele e l'umanità. Studio sulla questione della religione universale, Torino, Marietti, 1990.
12. ↑  Trattato teologico-politico, Einaudi, 2000, s.v. - Il titolo integrale recita Trattato teologico-politico contenente alcune dissertazioni con le quali si mostra che la libertà di filosofare non soltanto può essere concessa salve restando la pietà e la pace dello Stato, ma che essa non può essere tolta se non assieme alla pace dello Stato e alla pietà stessa. L'opera è redatta in latino, divisa in 20 capitoli e una prefazione. Una possibile ulteriore suddivisione è la seguente:
  - capp. I-VI: analisi della profezia come rivelazione divina e dei profeti come interpreti della rivelazione; l'elezione del popolo ebraico; il contenuto della Legge divina; cerimonie e storie sacre; i miracoli. Sono i capitoli più polemici dell'opera, in cui sostiene che il linguaggio metaforico della Bibbia è rivolto alla gente semplice e respinge la fede nei miracoli, a favore di una spiegazione razionale dei fenomeni naturali resa possibile dal progresso scientifico.
  - capp. VII-X: esposizione di un nuovo metodo esegetico delle Sacre Scritture, con un'applicazione concreta
  - capp. XI-XV: gli apostoli; il vero senso della parola divina; l'essenza della fede; la filosofia non è ancilla theologiae (è l'avvio della parte "costruttiva" dell'opera)
  - capp. XVI-XX: temi politici
13. ↑  Anche al v. 7:  Romani "Israele non ha ottenuto quello che cercava; lo hanno ottenuto invece gli eletti; gli altri sono stati induriti"., su laparola.net.
14. ↑  Viene spesso citata la nozione che gran parte della civiltà occidentale sia stata formata da ebrei, per es. le religioni abramitiche, la finanza (i grandi banchieri cfr. Rothschild, Montefiore, Warburg; gli economisti, ecc.), le scienze moderne (Einstein, Freud, Marx, Segrè, Feynman ecc.), la letteratura (si consultano le liste dei Premi Nobel, identificandone la grande proporzione di ebrei). Cfr. (EN)  Cecil Roth, The Jewish Contribution to Civilisation, Macmillan & Co., 1956.
15. ↑  Cfr. ampia bibliografia sul tema, per es. (EN)  Paul Mendes-Flohr, The Jew in the Modern World: A Documentary History, Oxford University Press (OUP), 2010; (EN)  Lloyd P. Gartner, History of the Jews in Modern Times, OUP, 2000; Piero Stefani, Gli ebrei, Il Mulino, 2006. In particolare, gli autori spiegano le ragioni della specificità ebraica, e mostrano "il grande apporto di un popolo che ha contribuito a fondare e sviluppare la cultura occidentale."
16. ↑  Avi Beker è uno scrittore, statista e accademico, attualmente professore presso il Dipartimento di Politica della Georgetown University, Washington. Precedentemente è stato professore alla "Harold Hartog School of Government and Policy" della Università di Tel Aviv. Cfr. (EN) The Harold Hartog School of Government & Policy: Dr. Avi Beker, su spirit.tau.ac.il (archiviato dall'url originale il 18 agosto 2007). Beker è stato membro del Consiglio di Amministrazione del Museo Ebraico della Diaspora di Tel Aviv, dello Yad Vashem a Gerusalemme, della Università Bar-Ilan, del "WIZO College of Design and Management", e della Corporazione Afro-Israeliana di Hotel.
17. ↑  
  - Secondo un rapporto della Anti-Defamation League, "citando selettivamente vari passi del Talmud e del Midrash, i polemisti cercano di dimostrare che l'Ebraismo sostiene l'odio per i non-ebrei (e in particolare per i cristiani), e promuove oscenità, perversione sessuale, e altri comportamenti immorali. Usando questi passaggi per i loro scopi, questi polemisti spesso li traducone male o li citano fuori dal contesto (la fabbricazione completa di interi passaggi è nota)..."
  - Distorcendo i significati normativi di testi rabbinici, scrittori anti-Talmud spesso asportano certi passaggi dai loro contesti testuali e storici. Anche quando presentano le loro citazioni accuratamente, giudicano i passaggi sulla base delle norme morali moderne, ignorando il fatto che la maggior parte di questi brani sono stati composti quasi duemila anni fa, da parte di persone che vivevano in culture radicalmente diverse dalla nostra. Tali scrittori quindi in malafede ignorano volutamente la lunga storia dell'Ebraismo nel campo del progresso sociale e la dipingono invece come una religione primitiva e consorziale.
  - Coloro che attaccano il Talmud, citano frequentemente antiche fonti rabbiniche senza notare i successivi sviluppi del pensiero ebraico, e senza fare uno sforzo in buona fede di consultarsi con le autorità ebraiche contemporanee, che possono spiegare il ruolo di queste fonti nel pensiero normativo ebraico e nella relativa pratica: cfr. (EN) Anti-Defamation League, The Talmud in Anti-Semitic Polemics (PDF), febbraio 2003 (archiviato dall'url originale il 5 agosto 2010).
  - Rabbi Joseph Soloveitchik ha scritto:

Dal momento che l'Ebreo è spinto dalla sua Alleanza sinaitica privata con Dio ad incorporare e preservare gli insegnamenti della Torah, egli si impegna a credere che tutti gli uomini, di qualsiasi colore o credo, siano fatti "a Sua immagine" e siano in possesso di una inerente dignità umana e dignità. La singolarità dell'uomo deriva dall'"alito di vita che Egli [il Signore Dio] soffiò nelle sue narici al momento della creazione" ( Genesi 2:7, su laparola.net.). Noi condividiamo quindi l'esperienza storica universale, e l'interesse provvidenziale di Dio abbraccia certamente tutta l'umanità. (Abraham R. Besdin, Reflections of the Rav, vol. 2: Man of Faith in the Modern World, KTAV Publishing House, 1989, p. 74. ISBN 088125312X)
  - Tale uso improprio del Talmud da parte delle autorità sovietiche è stato esposto in un atto processuale di udienza tenutasi nel 1984 dinanzi alla Commissione per i Diritti Umani e le Organizzazioni Internazionali del Congresso degli Stati Uniti in materia di "Ebraismo sovietico"

Questa viziosa diffamazione antisemita, spesso ripetuta da altri scrittori e funzionari sovietici, si basa sulla nozione calunniosa che il "Popolo Eletto" della Torah e del Talmud propugni la "superiorità su altri popoli", come anche la sua esclusività. Questo è stato, naturalmente, il tema principale del famigerato opuscolo dei Protocolli dei Savi di Sion.  (dalla "Soviet Jewry: Hearing before the Subcommittee on Human Rights and International Organizations". United States Congress, House Committee on Foreign Affairs. Commission on Security and Cooperation in Europe, 1984, p.56).
18. 1 2  Esistono infatti ebrei Yemeniti dalla pelle scura, capelli appena ondulati e lineamenti sottili, che hanno conservato tradizione e lingua ebraica nonché la certezza che un giorno sarebbero tornati dall'esilio "su ali di aquila". Tale profezia ritengono si sia pertanto avverata quando aerei israeliani giunsero a salvarli con l'operazione detta "Tappeto Magico" (1992). Assolutamente neri di pelle anche se del tutto privi dei caratteri negroidi, sono i "falascia", ebrei etiopi, individuati nella seconda metà dell'Ottocento, ritenuti discendenti dal figlio nato dalla regina di Saba e re Salomone: vagavano scalzi e seminudi, ma avevano nella capanna-sinagoga il sefer-Torà (libro della Legge/Torah) – anche per loro, con un audace intervento aereo denominato "operazione Salomone" fu completato il trasferimento in Israele iniziato con "l'operazione Moses" (1884). Esistono gruppi ebraici dalla pelle gialla ed occhi a mandorla nella lontana Kaifeng in Cina ed anche in Giappone. Nella stessa Europa, pur essendo di pelle bianca, gli ebrei hanno caratteristiche somatiche diverse: quelli cosiddetti sefarditi (originari della Spagna, in ebraico Sefarad), con la pelle bruno-dorata, occhi neri e capelli castani, fautori con gli arabi della famosa scuola dei traduttori (sec. XIII), inclini indifferentemente tanto agli studi di mistica ebraica quanto a quelli delle letteratura romantica. Ben diversi gli ebrei aschenaziti (dall'ebraico Ashkenaz, "Germania"), presenti in tutto l'Est europeo, dediti all'approfondimento degli studi biblici: hanno per lo più capelli rossi e occhi verdi, altri sono biondi con pelle chiarissima. La spiegazione dell'aspetto di molti di loro, assai infrequente nelle persone di origine mediorientale, è stata fatta risalire da vari autori (tra i primi Arthur Koestler) alla possibile discendenza dai Khazari, una popolazione di varia origine (nella quale doveva essere comunque presente una componente indoeuropea o, secondo l'etnografia dell'epoca, ariana). Quanto agli ebrei presenti in Italia (oggi circa 35 000), questi sono per lo più di "rito italiano", cioè i più vicini al rito originario essendo qui giunti direttamente in Italia Gerusalemme, la maggior parte ancor prima dell'era volgare e poi al seguito dei Romani: infatti Tito, dopo aver distrutto il sacro Tempio nel 70, portò a Roma 5000 ebrei come schiavi, che furono riscattati dalla comunità ebraica già presente nell'Urbe. Costoro non presentano alcuna caratteristica fisica comune. Cfr. Moscati Benigni.
19. ↑  Goldstein ha inoltre esaminato, come campione, le rivendicazioni di discendenza ebraica della tribù sudafricana Lemba; le differenze di ereditarietà genetica materna e paterna tra le popolazioni ebraiche; le implicazioni etiche e mediche dell'area scientifica in rapida crescita nell'ambito del panorama genomico umano. Cfr. Goldstein, cap. 6.

### Bibliografiche
1. ↑   Levitico 19.2, su La Parola - La Sacra Bibbia in italiano in Internet.
2. ↑   Deuteronomio 7,6, su La Parola - La Sacra Bibbia in italiano in Internet.
3. ↑  Gurkan, Introduzione.
4. ↑   Esodo 19.5-6, su La Parola - La Sacra Bibbia in italiano in Internet.
5. 1 2   Il popolo eletto, su Ritorno alla Torah. URL consultato il 24 gennaio 2013 (archiviato dall'url originale il 24 settembre 2015).
6. ↑  Gurkan, pp. 9-32.
7. ↑   Deuteronomio 14.2, su La Parola - La Sacra Bibbia in italiano in Internet.
8. ↑   Esodo 19.5, su La Parola - La Sacra Bibbia in italiano in Internet.
9. ↑  Bereshit.
10. ↑   Genesi 17.7, su La Parola - La Sacra Bibbia in italiano in Internet.
11. ↑   Esodo 19.6, su La Parola - La Sacra Bibbia in italiano in Internet.
12. ↑   Is 63,16, su La Parola - La Sacra Bibbia in italiano in Internet.
13. ↑   Is 64,7, su La Parola - La Sacra Bibbia in italiano in Internet.
14. ↑   Dt 4,37, su La Parola - La Sacra Bibbia in italiano in Internet.
15. ↑   Dt 10,15, su La Parola - La Sacra Bibbia in italiano in Internet.
16. ↑   Is 41,9, su La Parola - La Sacra Bibbia in italiano in Internet.
17. ↑   Deuteronomio 7.7-8, su La Parola - La Sacra Bibbia in italiano in Internet.
18. ↑   Dt 14,1-2, su La Parola - La Sacra Bibbia in italiano in Internet.
19. ↑   Ger 3,14, su La Parola - La Sacra Bibbia in italiano in Internet.
20. ↑   Sir 36,11, su La Parola - La Sacra Bibbia in italiano in Internet.
21. ↑  v. Kasherut.
22. ↑   Deuteronomio 14.21, su La Parola - La Sacra Bibbia in italiano in Internet.
23. ↑   Deut 4:34-35, su La Parola - La Sacra Bibbia in italiano in Internet.
24. ↑   Dt 32,6, su La Parola - La Sacra Bibbia in italiano in Internet.
25. ↑   Dt 32,18, su La Parola - La Sacra Bibbia in italiano in Internet.
26. ↑   Es 4,22, su La Parola - La Sacra Bibbia in italiano in Internet.
27. ↑   Ger 31,9, su La Parola - La Sacra Bibbia in italiano in Internet.
28. ↑   Amos 3.2, su La Parola - La Sacra Bibbia in italiano in Internet.
29. ↑  Shekhinah e Torah.
30. ↑  Gurkan, Parte II, pp. 45-112.
31. ↑   Genesi 9.6, su La Parola - La Sacra Bibbia in italiano in Internet.
32. ↑  Gurkan, Parte I, pp. 22-44.
33. ↑   Isaia 45.20, su La Parola - La Sacra Bibbia in italiano in Internet.
34. ↑  Beẓah, 25b.
35. ↑  Mek. Yitro, Pes. R. K. 103b, 186a, 200a.
36. ↑  Sifra, Aḥare Mot, 86b; Bacher, "Ag. Tan." ii. 31.
37. 1 2  Gurkan, Parte I, pp. 33-44.
38. ↑  Ex. R. xxxvi:1.
39. ↑  Cant. R. ii. 2.
40. ↑  Midr. Teh. i. 4.
41. ↑  (EN) Immanuel Jakobovits, If Only My People: Zionism in My Life, Littlehampton Book Services, 1984. Vedi anche  Michael Shashar, Lord Jakobovits in Conversation, Vallentine Mitchell, 2000, ISBN 0853033773.
42. ↑  (EN) The State of Jewish Belief: A Symposium Compiled by the Editors of Commentary Magazine, agosto 1966.
43. ↑   Amos 3.2, su La Parola - La Sacra Bibbia in italiano in Internet.
44. ↑  Hammer.
45. ↑  (EN)  The Guiding Principles of Reform Judaism, Columbus (Ohio), 1937.
46. 1 2 3 4  (EN) Ron H. Feldman, Fundamentals of Jewish Mysticism and Kabbalah, Crossing Press, 1999,  pp. 59 e ss.
47. ↑  Feldman, p. 59.
48. 1 2  (EN) Dov Ber Pinson, Reincarnation and Judaism: The Journey of the Soul, Jason Aronson Inc. Publishers, 1999.
49. ↑  Cfr. (EN) S. Daniel Breslauer (a cura di), The Seductiveness of Jewish Myth: Challenge or Response?, SUNY Press, 1997, ISBN 0791436012.
50. 1 2  (EN) Elliot R. Wolfson, Venturing Beyond: Law and Morality in Kabbalistic Mysticism, Oxford University Press, 2006,  cap. 1, ISBN 9780199277797.
51. ↑  Likutei Moharan, Parte 2,5.
52. ↑  (HE, EN) Isaac Arama, Akedat Yitzchak,  cap. 60.. Ospitato su Sefaria.org.
53. ↑  (EN) Gregg Stern, Philosophy and Rabbinic Culture: Jewish Interpretation and Controversy in Medieval Languedoc, collana Jewish Studies Series, Routledge, 2008, ISBN 041577442X.
54. 1 2 3  int. al., (EN) Mitchell Max, The Chosen People: Reclaiming Our Sacred Myth, su Adat Shalom Reconstructionist Congregation, 27 febbraio 1999. URL consultato il 17 febbraio 2014 (archiviato dall'url originale il 22 febbraio 2014).
55. ↑  "Federation of Reconstructionist Congregations and Havurot", bollettino di settembre 1986, pp. D, E.
56. ↑  Falk.
57. ↑  (EN) Judith Plaskow, Standing Again at Sinai: Judaism from a Feminist Perspective, HarperCollins, 1991, ISBN 0060666846.
58. ↑  Cfr. anche altra trad. a Corano 2.47, 2.122.
59. ↑  (EN) M. Abdulsalam, Is the Quran Anti-Semitic? The Semites, a Chosen People, su islamreligion.com, 15 aprile 2006. URL consultato il 9 febbraio 2024.
60. ↑  Cfr. anche altra trad. a Corano 5.12.
61. ↑   Deuteronomio 14.2, su La Parola - La Sacra Bibbia in italiano in Internet.
62. ↑  (EN) J. Deotis Roberts, Liberation and Reconciliation: a Black Theology, Philadelphia, Westminster Press, 1971,  p. 24. Ospitato su Internet archive.
63. ↑   Romani 11.11-24, su La Parola - La Sacra Bibbia in italiano in Internet.
64. ↑  (EN) Robert J. Karris, The Collegeville Bible Commentary: Based on the New American Bible, Liturgical Press, 1992,  p. 1042. Ospitato su Internet archive.
65. ↑  Cfr. riferimenti specifici in (EN) Thomas Cahill, The Gifts of the Jews, Bantam Doubleday Dell Publishing Group, 1999,  passim, ISBN 9780385482493. Vedi anche  Daniele Scalise, I soliti ebrei. Viaggio nel pregiudizio antiebraico nell'Italia di oggi, Milano, Mondadori, 2005, ISBN 8804537248.
66. ↑   Es 19,6, su La Parola - La Sacra Bibbia in italiano in Internet.
67. ↑   Dn 7,13, su La Parola - La Sacra Bibbia in italiano in Internet.
68. ↑   Is 42,19, su La Parola - La Sacra Bibbia in italiano in Internet.
69. ↑   Es 19,5, su La Parola - La Sacra Bibbia in italiano in Internet.
70. ↑   Tommaso Federici, Israele nella storia della salvezza (PDF), su saenotizie.it,  p. 6 (archiviato dall'url originale il 25 luglio 2022). Citazione: "Soprattutto attraverso la tradizione teologica dei Profeti, Israele viene considerato come l'unico «inviato» di Dio al mondo, dunque come l'unico missionario; come l'unico mediatore tra il Dio Unico della trascendenza invalicabile e la miseria della famiglia umana, e dunque come l'unico responsabile di questa; come guida dell'umanità verso il Padre comune, e dunque come capo dell'umanità; come unico sacerdote consacrato al servizio di Dio, e quindi come unico sacerdote dell'umanità; come concentrazione delle potenzialità di vita e di espansione degli uomini, e quindi  come ricapitolatore dell'umanità; come un re orientale posto quale salvezza del suo popolo, e quindi come depositario della funzione regale. Quasi come riassunto di molte di queste funzioni, Israele è anche l'annunciatore di Dio, il suo rivelatore, il suo testimone nel mondo: cioè è il profeta di Dio. "
71. ↑   Is 43,8-12, su La Parola - La Sacra Bibbia in italiano in Internet.
72. ↑   Is 25,6-10, su La Parola - La Sacra Bibbia in italiano in Internet.
73. ↑   Is 60, 1-4, su La Parola - La Sacra Bibbia in italiano in Internet.
74. ↑   Zc 8,20-23, su La Parola - La Sacra Bibbia in italiano in Internet.
75. ↑   Ez 34,11-16, su La Parola - La Sacra Bibbia in italiano in Internet.
76. ↑   Sal 33,13-15, su La Parola - La Sacra Bibbia in italiano in Internet.
77. ↑   Sal 22, 28-29, su La Parola - La Sacra Bibbia in italiano in Internet.
78. ↑   Gn 12,2-3, su La Parola - La Sacra Bibbia in italiano in Internet.
79. ↑   Es 19,5-6, su La Parola - La Sacra Bibbia in italiano in Internet.
80. ↑   1 Pt 2,9, su La Parola - La Sacra Bibbia in italiano in Internet.
81. ↑   Ap 5,10, su La Parola - La Sacra Bibbia in italiano in Internet.
82. ↑   Is 42,22-24, su La Parola - La Sacra Bibbia in italiano in Internet.
83. ↑   Is 2,2, su La Parola - La Sacra Bibbia in italiano in Internet.
84. ↑   Mic 4,1, su La Parola - La Sacra Bibbia in italiano in Internet.
85. ↑   Zc 2,10-13, su La Parola - La Sacra Bibbia in italiano in Internet.
86. ↑   Is 25,6, su La Parola - La Sacra Bibbia in italiano in Internet.
87. ↑   Is 45,20-22, su La Parola - La Sacra Bibbia in italiano in Internet.
88. ↑   Sal 83,3-7, su La Parola - La Sacra Bibbia in italiano in Internet.
89. ↑   Gc 1,1, su La Parola - La Sacra Bibbia in italiano in Internet.
90. ↑   Ap 21,12.14, su La Parola - La Sacra Bibbia in italiano in Internet.
91. ↑   Ap 7,4-8, su La Parola - La Sacra Bibbia in italiano in Internet.
92. ↑   Is 1,9, su La Parola - La Sacra Bibbia in italiano in Internet.
93. ↑   Ez 11,17, su La Parola - La Sacra Bibbia in italiano in Internet.
94. ↑  Vedi anche nota nr. 28
95. ↑  Beker, prefazione.
96. ↑  Ze'ev Levy, Judaism and Chosenness: On Some Controversial Aspects from Spinoza to Contemporary Jewish Thought, in Frank, p. 104.
97. ↑  
  - (EN) Yoram Dinstien (a cura di), Israel Yearbook on Human Rights 1987, vol. 17, 1987,  p. 29.
  - (EN) Nabilia Espanioly, Nightmare, in Nahla Abdo e Ronit Lentin (a cura di), Women and the Politics of Military Confrontation: Palestinian and Israeli Gendered Narratives of Dislocation, Berghahn Books, 2002,  p. 108. Ospitato su JSTOR.
  - (EN) Simona Sharoni, Feminist Reflections on the Interplay between Racism and Sexism in Israel, in Ethel Tobach e Betty Rosoff (a cura di), Challenging racism and sexism: alternatives to genetic explanations, Feminist Press, 1994,  p. 319, ISBN 1-55861-089-8.
  - Beker, pp. 131, 139, 151.
  - (EN) Christoph Stenschke, Christian Perspectives on the Israeli-Palestinian Conflict, a cura di Wesley H. Brown e Peter F. Penner, Schwarzenfeld (Germania) - Pasadena (California, USA), William Carey International University Press, 2008,  p. 66, ISBN 0865850054.
  - (EN) Jonathan Jacob, Israel: a divided Promised Land, Janus Pub Co., 2000,  p. 69, ISBN 1857564669.
98. ↑  Goldstein.
99. ↑  Goldstein, prefazione.
100. ↑   Salmi 15.4, su La Parola - La Sacra Bibbia in italiano in Internet.
101. 1 2 3   Maria Luisa Moscati Benigni, Chi sono gli ebrei?, su Morashà: Zehùt, Identità ebraica, Ancona, novembre 1998. URL consultato il 27 gennaio 2013 (archiviato dall'url originale il 15 marzo 2013).
102. ↑   Ct 2.2, su La Parola - La Sacra Bibbia in italiano in Internet.
103. ↑   Rashi di Troyes, Commento alla Genesi, Genova-Milano, Marietti, 2011,  p. 3, ISBN 978-88-211-8454-3.
104. ↑  Libro di Geremia  Gr 2.3, su laparola.net.